# 黃腹鰈
黃腹鰈為輻鰭魚綱鰈形目鰈亞目鰈科的其中一種，為溫帶海水魚，分布於北太平洋楚克奇海至阿拉斯加東南部海域，棲息深度0-600公尺，體長可達62公分，棲息在底層水域，以多毛類及片腳類為食，生活習性不明，可作為食用魚。